# 岸久美子
岸 久美子（1946年2月2日- ）は、日本の女優。東京都出身。立教大学文学部中退。

## 略歴
子役としてテレビドラマで出演後、1964年に倍賞千恵子主演の『海抜0米』（川頭義郎監督）で先生を慕いながら自殺する薄幸な高校生役として映画デビュー。
松竹映画などに数本出演したのち、TBSの『ケンちゃんシリーズ』で『ジャンケンケンちゃん』（1969年4月3日〜1970年2月26日放送）からお母さん役を担当した。いったん降板も『ケーキ屋ケンちゃん』（1972年3月9日〜1973年3月1日放送）で再登場し、以降1982年の最終作まで10年間にわたりレギュラー出演している。
当時としても「23歳でホームドラマの母親役でレギュラー出演」というのは異例だったが、かといって老け顔ではなくそれに並行して『木枯らし紋次郎』『怪奇十三夜』などでは可憐な娘役を演じ「若くて美貌のお母さん」として人気を博した。
ケンちゃん役の宮脇康之は後年、著書『名子役の虚構 ケンちゃんの真実』で、岸を「久美子」と呼び捨てにした助監督に怒り、担当を外させたエピソードが記されている。子役スターとして増長していた自らを反省する文脈だが、母親役ながら若手女優でもあった岸の立場・慕っていた宮脇の気持ちをうかがわせるエピソードである。

## 出演作品

### 映画
- 海抜0米（1964年8月1日、松竹）
- この空のある限り（1964年11月14日、松竹）-　嶋幸子
- 男の魂（1966年4月16日、松竹）-　今井芳子
- 柔の星（1970年12月19日、国際プロデュース） ‐　あけみ
- おもちゃ屋ケンちゃん よそではいい子（1973年8月1日、国際放映 / TBS）

### テレビ
- こども劇場野菊の墓（1963年、NHK）
- 記念樹 第6話「消えていく歌」（1966年5月10、TBS）‐ よっちゃん
- 新吾十番勝負（1966年、TBS / 松竹テレビ室）- お縫
- ケンちゃんシリーズ（TBS / 国際放映）- お母さん役
  - ジャンケンケンちゃん（1969年 - 1970年）
  - ケーキ屋ケンちゃん（1972年 - 1973年）
  - おもちゃ屋ケンちゃん（1973年 - 1974年）
  - ケンにいちゃん（1974年 - 1975年）
  - おそば屋ケンちゃん（1975年 - 1976年）
  - フルーツケンちゃん（1976年 - 1977年）
  - パン屋のケンちゃん（1977年 - 1978年）
  - スポーツケンちゃん（1978年 - 1979年）
  - カレー屋ケンちゃん (1979年 - 1980年)
  - ケンちゃんチャコちゃん (1980年 - 1981年)
  - なかよしケンちゃん (1981年 - 1982年)
  - チャコとケンちゃん（1982年）
- 泣いてたまるか 第36話「まんが人生」（1967年3月5日、TBS / 国際放映）
- 七人の刑事 第2シーズン（1967年、TBS）
  - 第280話「ダンプカー」
  - 第294話「消えた人」
- 風 第16話「最後に笑う奴」（1968年、TBS / 松竹）
- 三匹の侍（フジテレビ）
  - 第5シリーズ 第16話「大当り百番富」（1968年）- 加代役
  - 第6シリーズ 第8話「犬侍奮戦録」（1968年）- 楓役
- 東京コンバット 第11話「五年目の休日」（1968年、フジテレビ /  東宝）
- 用心棒シリーズ 俺は用心棒 第9話「折れた剣」（1969年、NET）‐ 八重役
- ポーラテレビ小説「パンとあこがれ」（1969年、TBS）‐ 石川小夜
- 柔道一直線（1969年、TBS / 東映）- 家庭科教師・小山先生
- 白頭巾参上 第11話「目撃者を消せ」（1969年、ABC、松竹）- たえ
- 素浪人　花山大吉 第68話「道は地獄へつづいていた」（1970年、NET /東映）- おみつ
- 魔女はホットなお年頃 第11話「黙っちゃいられない！」（1971年、MBS / 松竹）
- 千葉周作 剣道まっしぐら 第37話「墓場なき幽霊」（1971年、TBS）- いね
- 火曜日の女シリーズ / クラスメート -高校生ブルース-（1971年、NTV）
- 特別機動捜査隊 第493話「牛乳と洋傘と殺人鬼」（1971年、NET / 東映）- 圭子
- 銭形平次 第266話「魔がさした祝言」（1971年6月9日、フジテレビ）
- 怪奇十三夜 第9回「怪猫美女屋敷」（1971年8月29日、日本テレビ / ユニオン映画）
- 遠山の金さん捕物帳（NET）
  - 第63話「夜霧に消えた男」（1971年9月19日）- お美乃役
  - 第81話「花嫁人形の女」（1972年1月23日） - お秋役
- 木枯し紋次郎 第9回「湯煙に月は砕けた」（1972年2月26日、フジテレビ）
- ライオン奥様劇場「落城の舞い」（1972年9月～11月、フジテレビ・NMC）‐ 千代役
- ジキルとハイド 第3話「殺意の群れ」（1973年1月23日、フジテレビ / 東宝）
- 刑事くん 第2部 第14話「小鳥の声にさそわれて」（1973年、TBS / 東映）
- 大岡越前 第7部 第21話「母は天下の御意見番」（1983年9月12日、TBS・C.A.L） - おかね役
- 火曜サスペンス劇場「沈黙は罠」（1984年7月10日、日本テレビ）
- 月曜ワイド劇場 （テレビ朝日）
  - 「女囚犯歴簿IV」（1985年11月25日）
  - 「萩、津和野レディスホテル」（1986年6月2日）
- たけしくん、ハイ!（1985年） ‐ 宮森久美子（圭子の母） 役
- 木曜ゴールデンドラマ「姑VS嫁 笑って乾杯!!」（1985年12月26日、読売テレビ）
- 特捜最前線 第462話「不純異性交遊殺人事件！」（1986年4月17日、テレビ朝日 / 東映）
- 一枚の写真（1987年10月14日、フジテレビ）
- 電脳警察サイバーコップ（日本テレビ）- 西園寺治（マーキュリー）の母 役
  - 第8話「危うし電子ダム!東京暗黒作戦」（1988年）
  - 第32話「おそわれたロフト!!」（1989年）